# Hong Renfa
 (septembre 2017).
Si vous disposez d'ouvrages ou d'articles de référence ou si vous connaissez des sites web de qualité traitant du thème abordé ici, merci de compléter l'article en donnant les références utiles à sa vérifiabilité et en les liant à la section « Notes et références ».
Hong Renfa (洪仁發 ; ? - Nankin, 1864 ?), parfois appelé Hong Renhua), et « Roi de la Paix » (An Wang, 安王), fut le plus âgé des deux frères aînés de Hong Xiuquan (un Hakka qui fut le Roi céleste du Royaume céleste de la Grande paix).
Lui et son autre frère Hong Renda reçurent tous deux le titre de « Roi », donné par leur frère Hong Xiuquan, lors de la révolte des Taiping, qui secoua la Chine des Qing de 1850 à 1864.
Ils sont connus pour leur corruption, et le rôle négatif qu'ils jouèrent à l'égard de leur cousin Hong Rengan, dont les idées modernes ne trouvaient pas grâce à leurs yeux.